# Mausoleu romà (Còrdova)
El mausoleu romà de Còrdova, situat als jardins de la Victòria, és un monument funerari de forma cilíndrica que va correspondre aparentment a un conjunt d'un monuments funeraris de l'època republicana al segle i. Va ser descobert l'any 1993 durant la realització d'uns sondatges arqueològics, i es procedirà a la seva reconstrucció seguint patrons originals.
Conserva la cambra funerària que acollia l'urna cinerària, així com restes del basament, cornises i ampit emmerletat. Inusual en la península per la seva tipologia, va poder haver estat dissenyat per un arquitecte itàlic prenent com a referència altres mausoleus de la capital imperial i d'Itàlia. Va haver de pertànyer a una família benestant, donades les seves dimensions.
Aquest és un clar exponent de la llei romana de construir els enterraments als afores de la ciutat als costats de les vies de comunicació. Es troba al costat del que va ser la via que unia Corduba amb Hispalis (actual Sevilla), i que sortia de la ciutat per la porta occidental o Porta principalis Sinistra (antiga porta de Gallecs), de la qual podem observar restes originals del paviment de l'època en el conjunt arqueològic.